# Liptovské Kľačany
Liptovské Kľačany este o comună slovacă, aflată în districtul Liptovský Mikuláš din regiunea Žilina. Localitatea se află la altitudinea de 668 m deasupra n.m., se întinde pe o suprafață de 13,41 km2 și în 2017 număra 387 de locuitori.

## Istoric
Localitatea Liptovské Kľačany este atestată documentar din 1256.

## Demografie
| An:                | 1994 | 2004    | 2014   | 2024   |
| ------------------ | ---- | ------- | ------ | ------ |
| Număr de persoane: | 303  | 357     | 383    | 379    |
| Diferență:         |      | +17,82% | +7,28% | −1,04% |

| An:                | 2023 | 2024   |
| ------------------ | ---- | ------ |
| Număr de persoane: | 372  | 379    |
| Diferență:         |      | +1,88% |